# Wormboy
«Wormboy» es el octavo track del álbum de 1996, Antichrist Superstar, perteneciente a la banda de Metal industrial Marilyn Manson.

## Apariciones
- Antichrist Superstar.

## Versiones
- "Wormboy" — "Aparece en Antichrist Superstar".
- "Wormboy Gets His Wings" — Versión demo de "Wormboy". Nunca lanzado oficialmente pero fue puesto en línea por Scott Putesky en 2011 y aparece en "Antichrist Final Songs".

## Curiosidades
- La canción cuenta con un verso distorsionado, que es el mismo que está en la canción "Kinderfeld" "Then I got my wings and I never even knew it, when I was a worm, thought I couldn't get through it..."